# Stelis hurdi
Stelis hurdi là một loài Hymenoptera trong họ Megachilidae. Loài này được Thorp mô tả khoa học năm 1966.